# Distretto di contea di Caerphilly
Il distretto di contea di Caerphilly (in inglese Caerphilly County Borough, in gallese Bwrdeistref Sirol Caerffili) è un distretto di contea del Galles meridionale.

## Geografia fisica
Il distretto confina a nord con la contea di Powys, a nord-est con il distretto di contea di Blaenau Gwent, a est con quello di Torfaen, a sud-est con Newport, a sud con Cardiff e a est con i distretti di Rhondda Cynon Taff e di Merthyr Tydfil.
Il territorio è prevalentemente collinare. Da nord a sud scorrono il fiume Rhimney, Sirhowy e Ebbw che scavano delle vallate dove si concentrano le città maggiori. Il Sirhowy confluisce nell'Ebbw a Crosskeys. La città principale del distretto è Caerphilly, posta sul fiume Rhimney e dominata dall'imponente castello. Altri centri sono: Risca, Ystrad Mynach, Newbridge, Blackwood, Bargoed, Bedwas e Rhymney.
L'estremo nord del distretto ricade nel parco nazionale di Brecon Beacons.

## Storia
Il distretto è una unitary authority nata il primo aprile del 1996 in attuazione  del Local Government (Wales) Act del 1994.
Nel distretto sono stati riuniti gli ex distretti di Rhymney Valley della contea di Mid Glamorgan e di Islwyn della contea del Gwent.
Nel 2010 la città di Risca fu suddivisa nelle comunità di Risca East e Risca West

## Lista delle comunità
Il distretto di contea di Caerphilly è suddivisa nelle seguenti 27 comunità: 
| N° | Nome della Comunità              | Note                   |
| -- | -------------------------------- | ---------------------- |
| 01 | Aber Valley                      |                        |
| 02 | Abercarn                         |                        |
| 03 | Argoed                           |                        |
| 04 | Bargoed                          | Consiglio di Villaggio |
| 05 | Bedwas, Trethomas et Machen      |                        |
| 06 | Blackwood                        | Consiglio di Villaggio |
| 07 | Caerphilly                       | Consiglio di Villaggio |
| 08 | Cefn Fforest                     |                        |
| 09 | Crosskeys                        |                        |
| 10 | Crumlin                          |                        |
| 11 | Darran Valley                    |                        |
| 12 | Gelligaer                        |                        |
| 13 | Llanbradach et Pwllypant         |                        |
| 14 | Maesycwmmer                      |                        |
| 15 | Nelson                           |                        |
| 16 | New Tredegar                     |                        |
| 17 | Newbridge                        |                        |
| 18 | Pengam                           |                        |
| 19 | Penmaen                          |                        |
| 20 | Penyrheol, Trecenydd et Energlyn |                        |
| 21 | Pontllanfraith                   |                        |
| 22 | Rhymney                          |                        |
| 23 | Risca East                       |                        |
| 24 | Risca West                       |                        |
| 25 | Rudry                            |                        |
| 26 | Van                              |                        |
| 27 | Ynysddu                          |                        |